# Станіслав Ясечко
Станіслав Ясечко (словац. Stanislav Jasečko; 5 грудня 1972, м. Списька Нова Весь, ЧССР) — словацький хокеїст, захисник. 
Вихованець хокейної школи ХК «Спішска Нова Вес». Виступав за ХК «Спішска Нова Вес», ХК «Кошице», «Гренд-Рапідс Гріффінс» (ІХЛ), ХК «Чеське Будейовіце», ГВ-71 (Єнчопінг), Ессят Порі, «Нафтохімік» (Нижньокамськ), ХК «Зволен», ХК «Вітковіце», ХК «Пльзень», ХК «Дуйсбург», ХК «Попрад».
У складі національної збірної Словаччини провів 128 матчів (9 голів); учасник чемпіонатів світу 1994 (група C), 1995 (група B), 1996, 1999 і 2000, учасник Кубка світу 1996.
Досягнення
- Срібний призер чемпіонату світу (2000)
- Чемпіон Словаччини (1995, 1996, 1999), срібний призер (2011)
- Володар Континентального кубка (2005).